# Channon Roe
James Channon Roe (Pasadena, 27 ottobre 1969) è un attore statunitense.
Ha iniziato la carriera cinematografica e televisiva a metà degli anni 90. La sua prima apparizione fu nella serie tv My So-Called Life, come Billy nel 1994. Ha iniziato la sua carriera di attore in film indipendenti tra cui The Low Life e Cestinato.

## Biografia
Nato a Pasadena, in California, ma cresciuto a Corona del Mar, si è formato come attore presso il Joanne DW Brown Studio e poi alla British Academy of Dramatic Arts a Stanford. 
Channon Roe è un surfista, ed è molto coinvolto con gruppi di attivisti di Green Peace, Heal the Bay e Surfrider Foundation. È stato vegetariano per oltre 20 anni e guida una Mercedes 1983.

## Filmografia parziale

### Cinema
- Persons Unknown, regia di George Hickenlooper (1996)
- Soldier Boyz, regia di Louis Morneau (1996)
- Boogie Nights - L'altra Hollywood (Boogie Nights), regia di Paul Thomas Anderson (1997)
- Girl, regia di Jonathan Kahn (1998)
- Giovani, pazzi e svitati (Can't Hardly Wait), regia di Harry Elfont e Deborah Kaplan (1998)
- Junked, regia di Lance Lane (2000)
- Dietro le linee nemiche III - Missione Colombia (Behind Enemy Lines: Colombia), regia di (2008)

### Televisione
- Kindred: The Embraced - Cash, (1995)
- My So-Called Life (1995)
- Marshal Law (1996)
- Il tocco di un angelo (Touched By An Angel) (1996)
- Spawn (1997)
- NYPD Blue (1997)
- X-Files (The X-Files) (1997)
- Jarod il camaleonte (The Pretender) (1998)
- Significant Others 1998)
- Un detective in corsia (Diagnosis Murder) (1999)
- Buffy l'ammazzavampiri (Buffy the Vampire Slayer) (1999)
- Il fuggitivo (The Fugitive) (2000)
- Going To California (2001)
- CSI: Miami (2002)
- Streghe (Charmed) (2002)
- Senza traccia (Without A Trace) (2004)
- Windfall (2006)
- CSI: Miami (2006)
- Dirt (2007)
- Prison Break (2007)
- The O.C. (2007)
- Bones (2008)
- Head Case (2008)
- Castle – serie TV, episodio 1x05 (2009)
- NCIS - Unità anticrimine (NCIS: Naval Criminal Investigative Service) (2009)
- Justified (2011)
- Dr. House - Medical Division (House, M.D.) – serie TV, episodio 8x07 (2011)

## Doppiatori italiani
Nelle versioni in italiano delle opere in cui ha recitato, Channon Roe è stato doppiato da:
- Andrea Lavagnino in CSI: Miami (ep. 9x01), Dr. House - Medical Division
- Nanni Baldini in X-Files
- Fabrizio Vidale in Boogie Nights - L'altra Hollywood
- Massimo Bitossi in CSI: Miami (ep. 1x06)
- Carlo Scipioni in CSI - Scena del crimine
- Guido Di Naccio in The O.C.
- Alessandro Budroni in Bones
- Edoardo Stoppacciaro in Cold Case - Delitti irrisolti
- Gaetano Varcasia in Castle
- Fabrizio Picconi in NCIS - Unità anticrimine